# Pareclipsis anophthalma
Pareclipsis anophthalma là một loài bướm đêm trong họ Geometridae.